# محمية لاوس الفرنسية
محمية لاوس الفرنسية (بالفرنسية: Protectorat français du Laos)، كانت محميةً فرنسيةً في جنوب شرق آسيا بين عامي 1893 و 195 (تُدعى اليوم جمهورية لاوس الديمقراطية الشعبية)، وشكلت جزءًا من الهند الصينية الفرنسية. شهدت هذه المحمية فترةً قصيرةً خاليةً من الحكم عندما أصبحت دولةً دميةً تابعةً للإمبراطورية اليابانية في عام 1945. تأسست المحمية في إقطاعيات سيام (تايلاند حاليًا)، في أراضي مملكة لوانغ فرابانغ عقب الحرب الفرنسية السيامية عام 1893. اندمجت لاوس مع الهند الصينية الفرنسية ومع الإقطاعيات السيامية في السنين اللاحقة، وأُلحقت بها إمارة موانغ فوان ومملكة شامباساك في عامي 1899 و 1904 على التوالي.
كانت محمية لوانغ فرابانغ تحت حكم ملكها اسميًا، بينما كانت السلطة الحقيقية بين يدي الحاكم العام الفرنسي الذي عمل بدوره تحت إمرة الحاكم العام للهند الصينية الفرنسية، لكن المناطق الأخيرة الملحقة بلاوس كانت تحت حكم فرنسي تام. خلال الحرب العالمية الثانية، أعلنت المحمية استقلالها لفترة وجيزة تحت الاحتلال الياباني عام 1945، وبعد استسلام اليابان بوقت قصير، عارضت حكومة لاو إيسارا (كانت حركة لاو إيسارا حركةً قوميةً شيوعيةً ضد الحكم الفرنسي تشكلت في 12 أوكتوبر عام 1945 واستمرت فترةً قصيرةً بعد هزيمة اليابان في الحرب العالمية الثانية) استعادة فرنسا سيطرتها على البلاد، لكنها فشلت في النهاية في أبريل 1946. أُعيد تأسيس المحمية، ولكن بعد وقت قصير توسعت المملكة لتشمل كل المناطق اللاوسية ومُنحت الحكم الذاتي ضمن الاتحاد الفرنسي تحت اسم مملكة لاوس. حققت المملكة الاستقلال الكامل بعد توقيع المعاهدة الفرنسية-اللاوسية عام 1953 خلال المراحل الأخيرة من الحرب الهندوصينية الأولى. حدث التفكك النهائي للهند الصينية الفرنسية تبعًا لقرارات مؤتمر جنيف 1954.

## تأسيس المحمية
بعد الاستيلاء على كمبوديا عام 1863، انطلق مستكشفون فرنسيون بقيادة إرنست دودارت دو لاغري في عدة حملات على امتداد نهر ميكونغ لإيجاد علاقات تجارية لأراضي محمية كمبوديا الفرنسية وصين كوتشن (كوشينشاينا، جنوب فيتنام حاليًا) مع المناطق الجنوبية. في عام 1885، أُنشئت قنصلية فرنسية في مملكة لوانغ فرابانغ التي كانت مملكةً تابعةً لسيام (تايلاند حاليًا). خشيت سيام بقيادة الملك شولالون كورن (راما الخامس) من خطط الفرنسيين لضم لوانغ فرابانغ، ووقعت معاهدةً مع فرنسا في 7 مايو عام 1886. اعترفت هذه المعاهدة بالولاية السيامية على الممالك اللاوسية.
بحلول نهاية عام 1886، عُين أوغست جان ماري بافي نائبًا لقنصل لوانغ فرابانغ واستلم قيادة الحملات في الأراضي اللاوسية، مع صلاحية تحويل لاوس إلى أرض فرنسية.
في عام 1888، أعلنت القوات الصينية المعروفة بجيش الراية السوداء حربها على سيام ودولة لوانغ فرابانغ التابعة لها عبر تدمير عاصمتها. تدخل بافي مع القوات الفرنسية لاحقًا وأجلى عائلة لاوس الحاكمة إلى مكان آمن. وصلت قوات فرنسية إضافية من هانوي لاحقًا لطرد جيش الراية السوداء من لوانغ فرابانغ. بعد عودة الملك عون خام إلى المدينة، طلب من فرنسا إقامة محمية فرنسية على مملكته، وأرسل بافي هذا الطلب لاحقًا إلى الحكومة الفرنسية في باريس. وُقع عقد تعيين لوانغ فرابانغ محميةً فرنسية في 27 مارس عام 1889 بين كلا الجانبين رغم الاعتراض السيامي.
بعد تقديم بلاغ نهائي من بافي (الذي أصبح وزيرًا مقيمًا لسيام في بانكوك) للحكومة السيامية في عام 1892، نشبت حرب بين البلدين في عام 1893، وبلغت أوجها بوقوع حادثة باكنام، إذ دخلت فرنسا بانكوك بالسفن الحربية مخلفةً بوعودها لبريطانيا العظمى. أُجبرت المملكة على الاعتراف بالسيطرة الفرنسية على الجانب الشرقي لنهر ميكونغ. استمر بافي بدعم الحملة الفرنسية في الأراضي اللاوسية ومنح الأرض اسمها الحديث «لاوس».